# Szlaczkoń torfowiec
Szlaczkoń torfowiec (Colias palaeno) - gatunek motyla z rodziny bielinkowatych (Pieridae). Okazały motyl dzienny, żywiący się nektarem kwiatów, zagrożony wymarciem.

## Wygląd

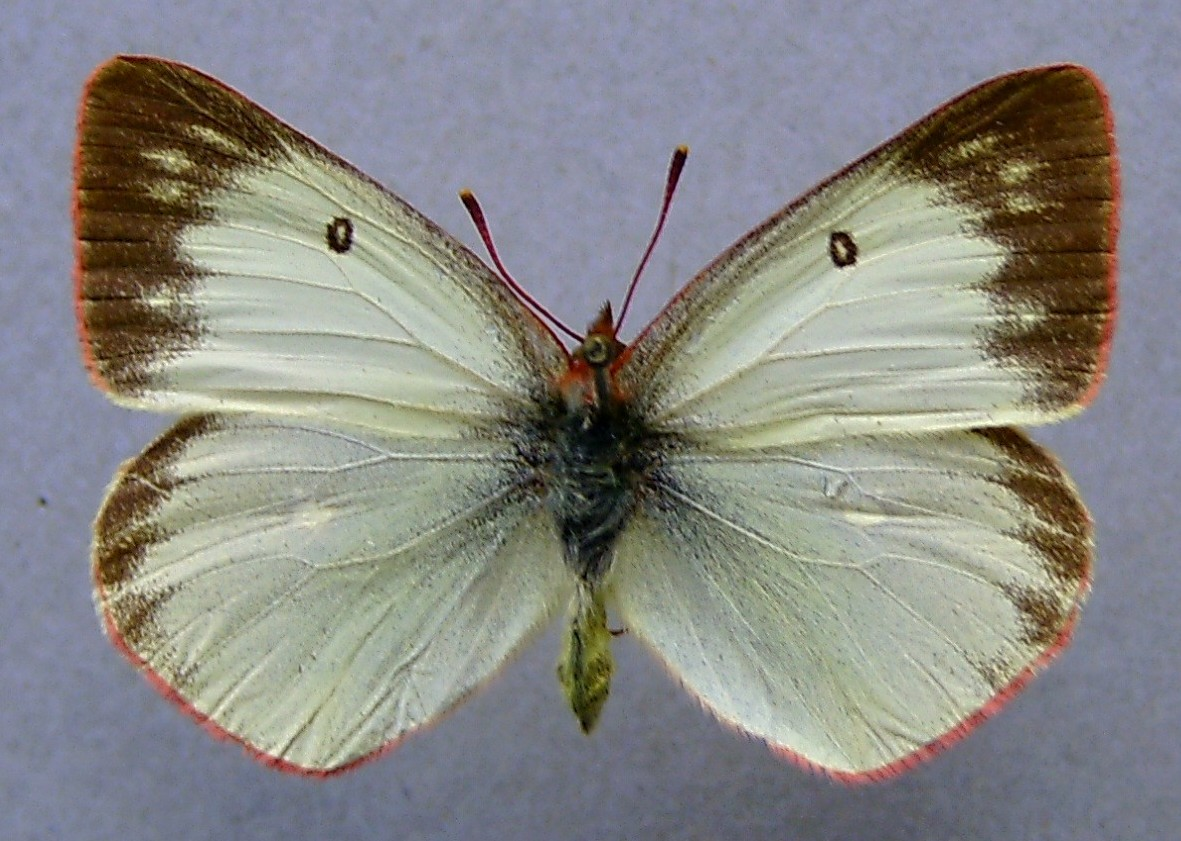
Wierzch skrzydeł samicy szlaczkonia torfowca

Postać dorosła - imago
Głowa mała. Czułki cienkie, proste lekko odchylone na boki, sięgające prawie do połowy skrzydła przedniego. Odwłok cienki, nie wystający za zarys rozłożonych tylnych skrzydeł, odwłok samic jest grubszy. Skrzydła o rozpiętości od 42 do 52 mm. Skrzydła przednie wąskie, trójkątne. Skrzydła tylne w owalne. Korpus imago pokryty nieznacznie drobnym meszkiem.
Samiec – wierzch skrzydeł barwy cytrynowożółtej, wzdłuż brzegów bocznych obu skrzydeł ciągnie się szeroka ciemna przepaska dobrze odgraniczona od otoczenia. Spód dolnych skrzydeł, barwy brudnożółtej, wskutek przyprószenia żółtego tła ciemniejszymi łuseczkami. Na spodzie skrzydła przedniego i tylnego, w środkowej części na żyłce poprzecznej niewielka czarna kreska. Na skrzydłach górnych biała plamka w czarnej obwódce, natomiast na skrzydle dolnym biała plamka w brunatnej obwódce.
Samica - skrzydła barwy białej lub kremowej, bardzo rzadko spotykane są samice o skrzydłach brudnożółtych. Posiada ona podobnie jak samiec szeroką ciemną, rozmytą przepaskę, która niewyraźnie odgraniczona jest od tła skrzydeł. Na górnym skrzydle w okolicy komórki środkowej występuje mała ciemna plamka. Spód skrzydeł górnych ma tło białe z przyżółconym wierzchołkiem, natomiast skrzydło dolne ma podobnie ubarwione do samca. Na spodniej stronie skrzydeł obu par znajdują się podobne plamki jak u samca.
Postać gąsienicy i larwy
Świeżo wyklute gąsienice żerują tylko w dzień na liściach borówki bagiennej. Korpus gąsienicy goły, koloru jasnozielonego, z żółtą smugą ciągnącą się po bokach ciała. Ciało pokryte małymi guzkami.

## Okres lotu
Dorosłe motyle opuszczają poczwarkę i pojawiają się z początkiem czerwca i latają do końca lipca. 

## Biologia i rozwój
Wydaje jedno pokolenie rocznie. Samice na początku lata składają jaja kształtu wrzecionowatego i barwy zielonożółtej pojedynczo na liściach borówki bagiennej na dobrze nasłonecznionych pędach roślin pokarmowych gąsienic. Jaja po kilku dniach nabierają czerwonawego połysku, a tuż przed wylęgiem stają się brunatne. Gąsienice wylęgają się pod koniec lipca. Po trzeciej wylince przygotowują się do zimowania. Zimują na liściach borówki, z którymi z reguły opadają jesienią na ziemię. Wiosną po wypuszczeniu przez borówkę nowych, młodych liści gąsieniczki budzą się przystępują do odnowienia zapasów pokarmowych. Po dwóch kolejnych linieniach udają się na przepoczwarczenie, które rozpoczyna się pod koniec maja i odbywa się na gałązkach roślin pokarmowych. Poczwarki przymocowane są cienkimi nitkami przędzy od gałązek. Przepoczwarczenie w imago następuje z początkiem maja. Latają na nasłonecznionych stanowiskach, nad torfowiskami i na skrajach lasów bagiennych. Loty godowe samców odbywają się w ciepłe i bezwietrzne dni.

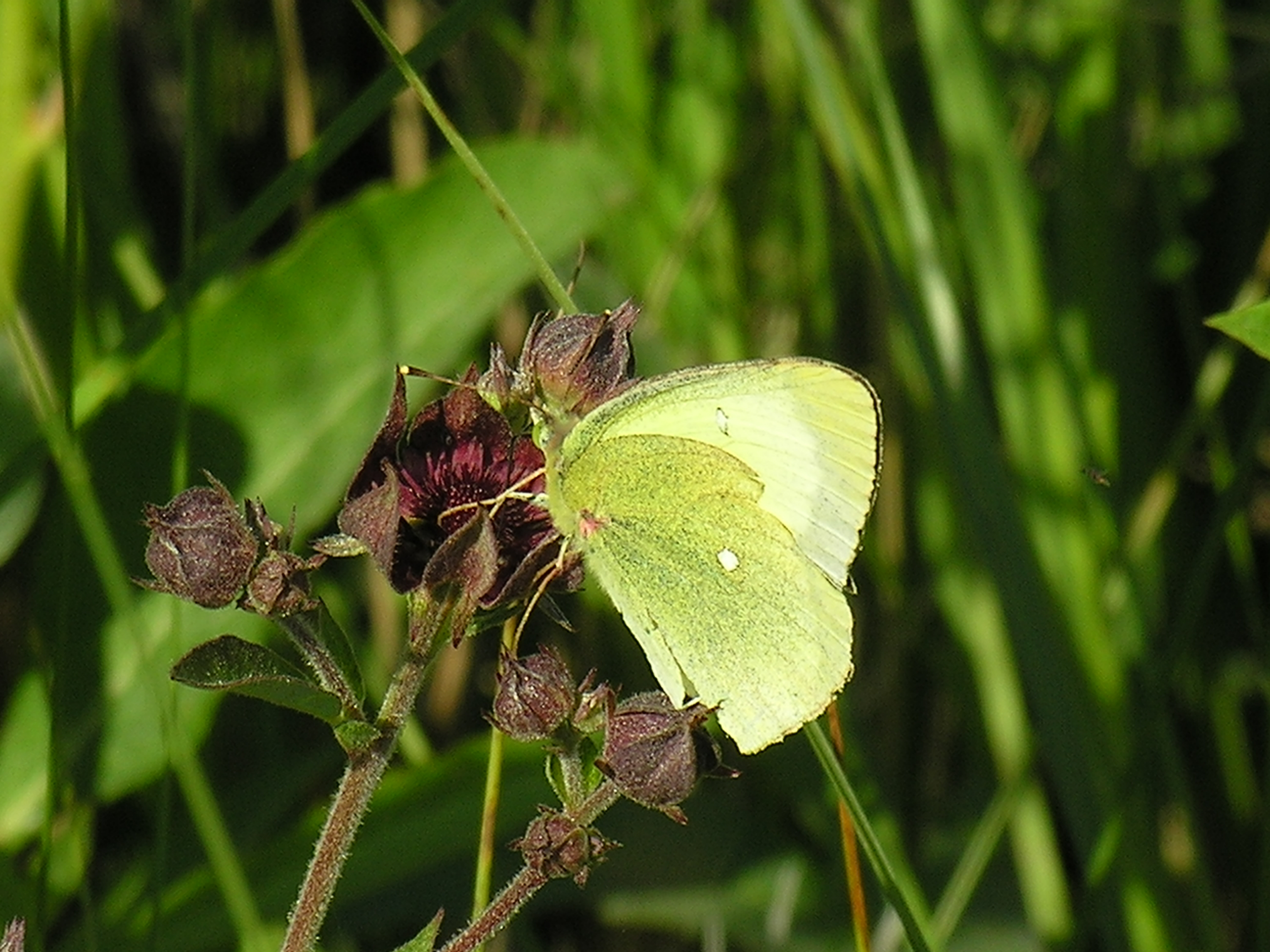
Szlaczkoń torfowiec na kwiatach siedmiopalecznika błotnego

## Biotop
Gatunek preferujący środowiska wilgotne i ciepłe. Siedliskiem są skraje torfowisk wysokich, bory bagienne. 

## Zasięg występowania
Występuje w środkowej i północnej Europe, umiarkowanych i chłodnych rejonach Azji i Ameryki Północnej. W Polsce występuje na rozproszonych stanowiskach w różnych częściach kraju, częściej spotykany w Polsce północno-wschodniej. Zagrożenie dla gatunku stanowią: melioracje, osuszanie, eksploatacja i zarastanie torfowisk a także degradacyjna gospodarka leśna w środowiskach borów bagiennych.

## Rośliny żywicielskie gąsienic
Podstawowe: borówka bagienna.

## Ochrona
W Polsce gatunek ten objęty jest częściową ochroną gatunkową. Umieszczony na Czerwonej liście zwierząt ginących i zagrożonych w Polsce w kategorii EN (silnie zagrożony).